# پارک ملی گوریل امگاهینگا
پارک ملی گوریل امگاهینگا (انگلیسی: Mgahinga Gorilla National Park) یک پارک ملی در اوگاندا است.
این پارک که در سال ۱۹۹۱ میلادی تاسیس شده دارای ۳۳.۷ کیلومتر مربع مساحت می‌باشد و از زیستگاه‌های گوریل کوهی می‌باشد.